# Campeonato Juvenil de la AFC de 1994
El Campeonato Juvenil de la AFC de 1994 fue un torneo de fútbol para jugadores menores de 10 años.con sede en Indonesia entre el de 11 de septiembre y el 25 de septiembre.
El torneo organizado por la Confederación Asiática de Fútbol, es clasificatorio para la Copa Mundial de Fútbol Juvenil de 1995 a realizarse en Catar, entregando tercer cupos para el Mundial.

## Resultados

### Primera fase

#### Grupo A
| Equipo     | Pts | PJ | PG | PE | PP | GF | GC | Dif |
| ---------- | --- | -- | -- | -- | -- | -- | -- | --- |
| Siria      | 10  | 4  | 3  | 1  | 0  | 13 | 3  | +10 |
| Irak       | 7   | 4  | 2  | 1  | 1  | 7  | 4  | +3  |
| Indonesia  | 5   | 4  | 1  | 2  | 1  | 4  | 5  | -1  |
| Catar      | 5   | 4  | 1  | 2  | 1  | 5  | 7  | -2  |
| Kazajistán | 0   | 4  | 0  | 0  | 4  | 5  | 15 | -10 |

| Equipo 1   | Resultado | Equipo 2   |
| ---------- | --------- | ---------- |
| Irak       | 3-2       | Kazajistán |
| Indonesia  | 1-1       | Catar      |
| Irak       | 1-2       | Siria      |
| Catar      | 3-2       | Kazajistán |
| Irak       | 3-0       | Catar      |
| Siria      | 4-0       | Indonesia  |
| Catar      | 1-1       | Siria      |
| Kazajistán | 0-3       | Indonesia  |
| Indonesia  | 0-0       | Irak       |
| Kazajistán | 1-6       | Siria      |

#### Grupo B
| Equipo        | Pts | PJ | PG | PE | PP | GF | GC | Dif |
| ------------- | --- | -- | -- | -- | -- | -- | -- | --- |
| Japón         | 9   | 4  | 3  | 0  | 1  | 5  | 2  | +3  |
| Tailandia     | 7   | 4  | 2  | 1  | 1  | 8  | 4  | +4  |
| Corea del Sur | 5   | 4  | 1  | 2  | 1  | 7  | 6  | +1  |
| Baréin        | 3   | 4  | 0  | 3  | 1  | 4  | 6  | -2  |
| Kuwait        | 2   | 4  | 0  | 2  | 2  | 3  | 9  | -6  |

| Equipo 1      | Resultado | Equipo 2      |
| ------------- | --------- | ------------- |
| Japón         | 0-2       | Tailandia     |
| Kuwait        | 1-1       | Baréin        |
| Baréin        | 0-2       | Japón         |
| Tailandia     | 1-3       | Corea del Sur |
| Corea del Sur | 2-2       | Kuwait        |
| Tailandia     | 1-1       | Baréin        |
| Kuwait        | 0-2       | Japón         |
| Baréin        | 2-2       | Corea del Sur |
| Corea del Sur | 0-1       | Japón         |
| Kuwait        | 0-4       | Tailandia     |

### Segunda fase

#### Semifinales
| Fecha            | Lugar   |       |                  | Resultado |                      |           |
| ---------------- | ------- | ----- | ---------------- | --------- | -------------------- | --------- |
| 23 de septiembre | Yakarta | Japón | Bandera de Japan | 3:0       | Bandera de Irak      | Irak      |
| 23 de septiembre | Yakarta | Siria | Bandera de Siria | 1:0       | Bandera de Tailandia | Tailandia |

#### Tercer lugar
| Fecha            | Lugar   |           |                      | Resultado    |                 |      |
| ---------------- | ------- | --------- | -------------------- | ------------ | --------------- | ---- |
| 25 de septiembre | Yakarta | Tailandia | Bandera de Tailandia | 1:1 (DP 3:2) | Bandera de Irak | Irak |

#### Final
| Fecha            | Lugar   |       |                  | Resultado |                  |       |
| ---------------- | ------- | ----- | ---------------- | --------- | ---------------- | ----- |
| 25 de septiembre | Yakarta | Siria | Bandera de Syria | 2:1       | Bandera de Japan | Japón |

|                         |
| Campeón Siria 1º Título |

## Clasificados
| Siria | Japón | Tailandia |
| ----- | ----- | --------- |